# Asthenes berlepschi
Asthenes berlepschi là một loài chim trong họ Furnariidae.